# Más Allá Tour
 (octobre 2018).
Si vous disposez d'ouvrages ou d'articles de référence ou si vous connaissez des sites web de qualité traitant du thème abordé ici, merci de compléter l'article en donnant les références utiles à sa vérifiabilité et en les liant à la section « Notes et références ».
Tournées par CNCO
CNCO World Tour
(2018 - 2019)
Le Más Allá Tour est le nom de la première tournée du groupe latino CNCO, dont le manager est le chanteur portoricain Ricky Martin.

## Répertoire
1. Más Allá
2. Tan Fácil
3. Para Enamorarte
4. Cometa
5. Cien
6. Tu Luz
7. Solo Yo
8. Erick Brian Colón - Disparo al Corazón (Cover)
9. Christopher Vélez - Despacito (Cover)
10. Joel Pimentel - Duele el Corazón/ Súbeme la Radio/ Mercy (Cover)
11. Zabdiel de Jesús - Ya me Entreé/Rude (Cover)
12. Richard Camacho - Can't Feel My Face/One Dance ou Safari (Cover)
13. Devuélveme Mi Corazón
14. 24k Magic (Cover)
15. Volverte a Ver
16. Otra Vez (Cover)
17. No Entiendo
18. Hey DJ
19. Quisiera
20. Primera Cita
21. Reguetón Lento
22. Mamita

## Dates
| Jour               | Ville                   | Pays                   | Lieu                                          |
| Amérique Latine    | Amérique Latine         | Amérique Latine        | Amérique Latine                               |
| ------------------ | ----------------------- | ---------------------- | --------------------------------------------- |
| 26 février 2017    | Cochabamba              | Bolivie                | Campo Ferial de la Laguna Alalay              |
| 27 février 2017    | Santa Cruz de la Sierra | Bolivie                | Joventud Carnavalera                          |
| 28 février 2017    | Santa Cruz de la Sierra | Bolivie                | Bloque Carnavalero                            |
| 16 mars 2017       | Guayaquil               | Équateur               | Centro de Convenciones                        |
| 17 mars 2017       | Machala                 | Équateur               | Estadio 9 de Mayo                             |
| 18 mars 2017       | Salinas                 | Équateur               | Estadio Camilo Gallegos                       |
| 23 mars 2017       | Cuenca                  | Équateur               | Coliseo Jefferson Pérez                       |
| 24 mars 2017       | Ambato                  | Équateur               | Estadio Bellavista                            |
| 25 mars 2017       | Quito                   | Équateur               | Coliseo General Rumiñahui                     |
| 30 mars 2017       | Panamá                  | Panama                 | Centro de Convenciones Amador                 |
| 1er avril 2017     | Santo Domingo           | République dominicaine | Salón de Eventos Sambil                       |
| 11 avril 2017      | Ciudad Valles           | Mexique                | Teatro del Pueblo                             |
| 13 avril 2017      | Puerto San José         | Guatemala              | Super 24                                      |
| 15 avril 2017      | Xicotepec               | Mexique                | Teatro del Pueblo                             |
| 22 avril 2017      | San Juan                | Porto Rico             | Coliseo José Miguel Agrelot                   |
| 29 avril 2017      | San Salvador            | Salvador               | Centro Internacional de Ferias y Convenciones |
| 30 avril 2017      | Bogotá                  | Colombie               | Parque Mundo Aventura                         |
| 1er mai 2017       | Barranquilla            | Colombie               | Trucupey Disco                                |
| 2 mai 2017         | Cartagena               | Colombie               | Paseo de la Castellana                        |
| 3 mai 2017         | Cali                    | Colombie               | Liceo Benalcazar                              |
| 4 mai 2017         | Medellín                | Colombie               | Centro Comercial Santafé                      |
| 5 mai 2017         | Bogotá                  | Colombie               | Plaza de las Américas                         |
| 25 mai 2017        | Montevideo              | Uruguay                | Palacio Peñarol                               |
| 26 mai 2017        | Buenos Aires            | Argentine              | Luna Park                                     |
| 28 mai 2017        | Buenos Aires            | Argentine              | Luna Park                                     |
| 30 mai 2017        | Córdoba                 | Argentine              | Quality Espacio                               |
| 8 juillet 2017     | Lima                    | Pérou                  | Estadio Nacional del Perú                     |
| 20 juillet 2017    | Monterrey               | Mexique                | Arena Monterrey                               |
| 21 juillet 2017    | Ciudad de México        | Mexique                | Auditorio Nacional                            |
| 23 juillet 2017    | Guadalajara             | Mexique                | Auditorio Telmex                              |
| 25 kuillet 2017    | Durango                 | Mexique                | Velaria                                       |
| 27 juillet 2017    | San Juan                | Porto Rico             | Bahia Urbana                                  |
| 12 août 2017       | Buenos Aires            | Argentine              | Tecnópolis                                    |
| 26 août 2017       | Guadalajara             | Mexique                | Teatro Diana                                  |
| 29 août 2017       | Tijuana                 | Mexique                | El Alebrije Club                              |
| 30 août 2017       | Querétaro               | Mexique                | Auditorio Josefa Ortiz de Domínguez           |
| 31 août 2017       | León                    | Mexique                | The Factory Shops                             |
| 1er septembre 2017 | Ciudad de México        | Mexique                | Barezzito Polanco                             |
| 16 septembre 2017  | La Romana               | République dominicaine | Anfiteatro Altos de Chavón                    |
| Europe             |                         |                        |                                               |
| 18 octobre 2017    | Salamanque              | Espagne                | Pabellón Multiusos Sánchez Paraíso            |
| 19 octobre 2017    | Séville                 | Espagne                | Auditorio Fibes                               |
| 20 octobre 2017    | Bilbao                  | Espagne                | Sala CUE                                      |
| 21 octobre 2017    | Madrid                  | Espagne                | WiZink Center                                 |
| 22 octobre 2017    | Barcelone               | Espagne                | Sala BARTS                                    |
| 24 octobre 2017    | Milan                   | Italie                 | Fabrique Milano                               |
| 25 octobre 2017    | Padoue                  | Italie                 | Gran Teatro Geox                              |
| Amérique du Nord   |                         |                        |                                               |
| 4 novembre 2017    | Miami                   | États-Unis             | American Airlines Arena                       |
| Amérique Latine    |                         |                        |                                               |
| 9 novembre 2017    | Mérida                  | Mexique                | Coliseo Yucatán                               |
| 10 novembre 2017   | Villahermosa            | Mexique                | Teatro al Aire Libre Parque Tabasco           |
| 11 novembre 2017   | Tuxtla Gutiérrez        | Mexique                | Poliforum Chiapas                             |
| 12 novembre 2017   | Ciudad de México        | Mexique                | Auditorio Nacional                            |
| 13 novembre 2017   | Ciudad de México        | Mexique                | Arena Ciudad de México                        |
| 14 novembre 2017   | Ciudad de México        | Mexique                | Pepsi Center WTC                              |
| 15 novembre 2017   | Ciudad de México        | Mexique                | Palacio de los Deportes (México)              |
| 23 novembre 2017   | León                    | Mexique                | Poliforum León                                |
| 24 novembre 2017   | Morelia                 | Mexique                | Plaza de Toros Monumental                     |
| 25 novembre 2017   | Monterrey               | Mexique                | Macroplaza                                    |
| 6 décembre 2017    | Santa Cruz de la Sierra | Bolivie                | Ventura Arena                                 |
| 7 décembre 2017    | La Paz                  | Bolivie                | Teatro al Aire Libre                          |
| 9 décembre 2017    | Santiago                | Chili                  | Movistar Arena                                |
| 16 décembre 2017   | Buenos Aires            | Argentine              | Hipódromo de Palermo                          |
| 15 février 2018    | Santa Fe                | Argentine              | Hipódromo de Rosario                          |
| 27 février 2018    | Santiago                | Chili                  | Movistar Arena                                |
| 1er mars 2018      | Concepción              | Chili                  | Gimnasio Municipal                            |
| 3 mars 2018        | David                   | Panama                 | Chiriquí Mall                                 |
| 4 mars 2018        | Panamá                  | Panama                 | Arena Roberto Durán                           |
| 18 mars 2018       | Alajuela                | Costa Rica             | Parque Viva                                   |

### Concerts annulés
| Jour              | Ville    | Pays      | Lieu                          | Raison                |
| ----------------- | -------- | --------- | ----------------------------- | --------------------- |
| 31 mars 2017      | Valencia | Venezuela | Forum de Valencia             | Problèmes logistiques |
| 31 octobre 2017   | Arequipa | Pérou     | Centro de Convenciones Galdoz | Problèmes logistiques |
| 1er novembre 2017 | Lima     | Pérou     | Jockey Club del Perú          | Problèmes logistiques |